# Pezoloma ericae
Espèce
Pezoloma ericae est une espèce de champignons (Fungi) ascomycètes de l'ordre des Helotiales et de la famille des Leotiaceae. Cette petite Pézize est en association mycorhizienne avec de nombreuses plantes comme les Éricacées mais aussi des Bryophytes et des Hépathiques principalement dans les sols pauvres et acides sur une grande partie de la planète.

## Écologie
Pezoloma ericae est connu pour former des mycorhizes éricoïdes avec les racines des plantes de la famille des Ericaceae comme les Myrtilliers, les Bruyères, la Callune et les Rhododendrons auxquelles il fournit des nutriments en échange de glucides. En effet, P. ericae possède des propriétés biochimiques et physiologiques qui le rend hautement efficaces à récupérer les sources organiques d'azote et de phosphore dans l'humus. Par exemple, les sols des forêts boréales comportent de fortes concentrations de parois de champignons mal décomposées, la chitine, qui contient environ 40 % d'azote. Or un champignon comme P. ericae est capable de la dégrader et donner accès à cette ressources aux Éricacées symbiote comme un myrtillier.
P. ericae est également en association mycorhizienne avec des Hépathiques.

## Répartition
P. ericae est présent sur l'ensemble de l'holarctique avec une préférence pour les biotopes sols pauvres et acides du Mor en montagnes cristallines ainsi que dans la taïga et la toundra. Mais l'espèce se trouve également en Amérique du Sud, en Afrique du Sud et en Australie, ce qui suggère une large et ancienne distribution issue du Gondwana.

## Synonymie
Pezoloma ericae a pour synonymes :
- Hyaloscypha hepaticola (Grelet & Croz.) Baral, 2009
- Pezizella ericae D.J. Read, 1974 (basionyme)
- Scytalidium vaccinii Dalpé, Litten & Sigler, 1989
- Trichopeziza hepaticicola Grelet & Croz., 1925